# 가모가와역
가모가와역(일본어: 鴨川駅 카모가와에키[*])은 일본 가가와현 사카이데시에 있는 시코쿠 여객철도 요산선의 역이다. 역 번호는 Y06이다. 단선 승강장과 섬식 승강장이 어울러진 복합 형태의 역사이다.

## 타는 곳
| 1 · 2 | ■ 요산 선      | 다카마쓰 방면                              |
| 3 · 4 | ■ 요산 선      | 사카이데 · 마루가메 · 다도쓰 · 간온지 방면 |
| 3 · 4 | ■ 도산 선 직통 | 고토히라 · 아와이케다 방면                 |
| 3 · 4 | ■ 세토 대교선  | 고지마 · 자야마치 · 오카야마 방면          |

## 이용 현황
| 연도     | 하루 평균 승차 인원 |
| 2008년도 | 381명               |
| 2009년도 | 373명               |
| -------- | ------------------- |

## 역 주변
- 국도 제11호선
- 아야 강

## 인접정차역
| 시코쿠 여객철도 요산선        | 시코쿠 여객철도 요산선         | 시코쿠 여객철도 요산선      |
| ----------------------------- | ------------------------------ | --------------------------- |
| Y 04 고쿠부 다카마쓰 방면     | 쾌속 '마린 라이너' · '선 포트' | 사카이데 Y 08 마쓰야마 방면 |
| Y 03 하시오카 다카마쓰 방면   | 쾌속 '선 포트'                 | 사카이데 Y 08 마쓰야마 방면 |
| Y 05 사누키후추 다카마쓰 방면 | 보통                           | 야소바 Y 07 마쓰야마 방면   |